# Andy Jenkins
Andy Jenkins (ur. 11 marca 1971 w Portsmouth) – angielski darter zrzeszony w Professional Darts Corporation, noszący przydomek Rocky.
Jenkins zaczynał karierę biorąc udział w turniejach rankingowych organizowanych przez British Darts Organisation, odniósł kilka sukcesów w turniejach rangi Open. Wygrał Embassy British Gold Cup Singles w 1994, England Open w 2000, Swiss Open i Japan Open w 2001 i Isle of Man Open w 2002.
W BDO World Darts Championship startował w latach 1994–1998, najdalej docierając do 2. rundy. W 1998 przeszedł do Professional Darts Corporation.